# Marie de France
Marie de France francoska pesnica, * okoli 1160, † 1215.
Bila je prva francoska pesnica, verjetno rojena na območju današnje Francije, živela in ustvarjala je v Angliji.

## Življenje in delo
Marie de France je bila prva francoska pesnica in zelo vpliven literarni glas srednjega veka (v drugi polovici 12. stol.) v Evropi. Njeno resnično ime je neznano, skromne podatke o njenem življenju pa lahko razberemo iz njenih del in redkih pisnih virov. V svojih delih zapiše »Moje ime je Marie in sem iz Francije«, njen opus pa razkriva, da je bila rojena v Franciji in da je pozneje živela in pisala v Angliji.
Nedvomno je bila zelo učena in izobražena, kar je bilo tisti čas redkost celo med ženskami višjih slojev na dvorih, zato sklepamo, da je bila plemiškega rodu. Bila je večjezična in je poleg pesnjenja v anglonormanščini (dialekt stare francoščine) v ta jezik tudi prevajala iz latinščine in srednjeveške angleščine. Njena dela so bila zelo priljubljena v aristokratskih krogih. Bila je znana tudi na dvoru angleškega kralja Henrika II., ki je bil eno od središč tedanjega intelektualnega življenja, Henrikova žena Eleonora Akvitanska pa je bila zaščitnica številnih pesnikov, trubadurjev.
Marie de France je svoje najpomembnejše delo – zbirko pripovednih pesnitev Lais – posvetila »žlahtnemu kralju« in verjetno gre prav za Henrika II. Snov je črpala iz keltskih legend in trubadurske lirike ter jo prepletla z resničnostjo in ideali svojega časa. Njena verzificirana pripoved izkazuje pesniško mojstrstvo, ki ga odlikujeta živahen in prefinjen slog ter pretanjeno odstiranje občutkov. Pesnica je Lais (lirična pripovedna pesniška oblika) razvila v literarno zvrst ter vplivala na razvoj romance in viteške literature, pripomogla pa je tudi k razvoju in širjenju legende o kralju Arturju.
Poleg Laisov se podpisuje še pod dve deli, in sicer Vice svetega Patrika (L'Espurgatoire sant Patrice, prevod iz latinščine) in Ezopove basni (Aesop's Fables, prevod iz srednjeveške angleščine). Nedavno so ji nekateri literarni raziskovalci pripisali tudi delo Življenje svetnice Audrey (La Vie seinte Audree).
Ženske literarne ustvarjalke so bile v preteklosti zapostavljene, spregledane in izbrisane, a njihovi glasovi so obstajali in pomembno prispevali k razvoju umetnosti. Marie de France pripada mesto prve avtorice personificiranega (poosebljenega) glasu v francoski in nemara tudi evropski zgodovini. Zanimivo je, da v svojih pesnitvah poleg ljubezni, smrti in nadnaravnih čudes spregovori tudi o tegobah vsakdanjega življenja žensk. Ženskam dodeli močne osrednje like, ki so pogosto iz nižjih družbenih razredov in se vedejo plemeniteje od predstavnikov bogate elite. Njeno uveljavljanje ženskih likov pogumno nakazuje željo po enakopravni obravnavi ženskega in moškega sveta.

## Literarna dela

#### Lais, pripovedne ljubezenske pesnitve
Zbirka zajema 12 pesnitev (napisane od 1160 do 1180), vsaka od njih ima več sto vrstic. Na začetku avtorica pove: 
»Zdaj čujte, kakšno vam pove / Marija, ki vsak zanjo vé.«
Pesnica želi, da bi bil njen glas slišan in da bi ljudje prebrali, kar je napisala. V tem se razlikuje od drugih pesnic svojega časa. V pripovedno-lirskem duhu je prepletla teme iz keltskih legend, ki so bile del ustnega pripovedništva Bretancev, s trubadursko liriko ter resničnimi prizorišči in realističnimi opisi. Očarljivo in subtilno je verzificirala prvine pravljičnega in dvorskega sveta, spretno ustvarila ravnotežje med folkloro in pretehtano umetnostjo, med resničnim in nadnaravnim. Njena pesniška govorica je jasna, spontana, lahkotna, prečiščena. Skozi samoumevne prikaze otipljivih stvari se razkriva njena radost pripovedovanja, ki hoče predvsem posredovati in ohranjati besedno umetnost v času, ko je prevladovalo ustno izročilo. 
»… zapisal zgodbe marsikdo / je, da bi širil jih zato, / da vsaj spomin ne obledi / na izročila davnih dni ...« »... Kdor pesmi pisati začne, / ne ustavi ga nič več nihče: / upésniti namen imam / vse zgodbe, kar jih vem in znam ...«
V pesnitvah pesnica idealizira ljubezen, izraža nežne odtenke čustev in spregovori o časti, moralnosti, odnosu med spoloma, posmrtnem življenju. Prikazuje dvorno ljubezen v ljubezenskem trikotniku, ki vključuje izgubo, pustolovščino in prvine čudežnega, vilinskega sveta. Na primer: mlado ženo, ki jo prisilijo v zakon s starejšim moškim, ljubosumni mož zapre v stolp. Mladenka žalostna in osamljena moli, naj jo reši princ. Potem se zgodi nekaj nepričakovanega – pojavi se vitez v podobi ptiča, ji dvori, se zaljubita, stari mož ju ujame skupaj, sledijo pobeg, dogodivščine … in običajno tragičen konec. Kljub prvinam čudežnosti so prizorišča in opisi zelo realistični. Koncept vzvišene in strastne ljubezni med poročeno damo in plemenitim vitezom pa je bilo osrednje gonilo trubadurske poezije v Franciji. Mariine pripovedne pesnitve Lais so veljale za novo literarno zvrst in so imele velik vpliv na poznejše literarno ustvarjanje. Dodala jim je nove razsežnosti s prologom in epilogom in razvila njihovo tridelno strukturo.

#### Vice svetega Patrika(L'Espurgatoire Seint Patriz)
Je prevod latinskega besedila Tractatus de Purgatorio sancti Patricii angleškega cistercijana Henryja de Saltreyja v anglonormanščino. V delu je opisana mistična izkušnja viteza, Marie pa se predstavi kot prevajalka, ki želi, kot pravi sama, približati besedilo laikom, latinščine neveščim ljudem, in ga tako rešiti pozabe.

#### Ysopet, najstarejša zbirka basni v francoskem jeziku
Zbirka 102 basni zajema večinoma prevode Ezopovih basni (Aesop's Fables) iz srednjeveške angleščine v anglonormanščino, dodanih pa je tudi nekaj regionalnih basni. V prologu avtorica navede dolžnost učenjakov, da ohranjajo moralno filozofijo in pregovore. In kot je Ezop prevzel to dolžnost v starogrški družbi, zdaj ona ohranja njegove in druge basni za svojo kulturo. Marie med drugim ponovi moralni nauk, da pogosto bogati plemiči z lažnimi dokazi škodijo ljudem nižjih slojev, in prikaže lik močne in iznajdljive kmečke ženske, ki jo njen nevedni in neumni mož zaloti z ljubimcem, a ga z besedami domiselno prepriča in pretenta. Lahko bi sklepali, da so se ljudje v srednjem veku zavedali družbenih krivic in vendarle niso le slepo sprejemali zatiralskih okoliščin kot neizbežno božjo voljo.

#### Življenje svetnice Audrey(La Vie Seinte Audree)
Nedavno so nekateri literarni raziskovalci pripisali Marie de France tudi delo Življenje svetnice Audrey, ki naj bi bil prevod latinskega besedila ali pa besedilo, napisano na podlagi treh latinskih besedil.

## O ljubezni in ženskah drugače
Čeprav Marie de France prikazuje vzvišeno in strastno ljubezen, jo idealizira in izraža nežne odtenke čustev, je ta ljubezen večinoma povezana s trpljenjem in se tragično konča. V svojih delih večkrat spregovori o prešuštvu, ki ga sicer obsoja, v določenih okoliščinah pa ga tudi dopušča (npr. do žene krut in grob mož si zasluži prevaro). Avtorica se osredotoča na individualnost svojih likov in se ne ukvarja z njihovo vključenostjo v družbo. Če družba ne sprejme in ceni ljubimcev, umreta ali zapustita skupnost, ta pa je revnejša zaradi izgube iskrene ljubezni para.
Izjemno je, da je avtorica v 12. stoletju pisala o prešuštvu, ženskah, ki želijo pobegniti iz zakona brez ljubezni, ki zapeljujejo moške. To je nakazovalo zamisel, da so lahko tudi ženske spolno svobodne, kar je bilo v nasprotju s takratnimi strogimi Cerkvenimi nauki. Marie de France torej prinaša idejo o močnejši ženski in njeni enakopravnejši družbeni vlogi. Podobno protisloven značaj imajo tudi junakinje v trubadurski liriki na angleških dvorih: so močne in ranljive hkrati ter aktivne pobudnice dogodkov, ki se največkrat končajo s trpljenjem.